# Franz Federschmidt
Franz Henry Federschmidt (* 21. Februar 1894 in Philadelphia; † 14. April 1956 ebenda) war ein US-amerikanischer Rudersportler.
Franz Federschmidt war der kleinere, aber ältere Bruder von Erich Federschmidt, mit dem er für den Pennsylvania Barge Club antrat. Beide begannen 1916 mit dem Rudern, mussten aber ihre sportliche Karriere wegen der Einberufung in die US-Streitkräfte und der Teilnahme am Ersten Weltkrieg unterbrechen. Erst 1920 begannen sie wieder mit dem Rudern und qualifizierten sich mit ihren Klubkameraden Kenneth Myers und Carl Klose für die Olympischen Sommerspiele 1920 in Antwerpen. Dort stieß der Steuermann Sherman Clark zu ihnen. Im Vierer mit Steuermann unterlagen sie nur der Mannschaft aus der Schweiz und gewannen die Silbermedaille. Nach den Spielen wechselten die Brüder zum Undine Barge Club.